# Почтовая служба США
Почтовая служба США (англ. United States Postal Service, сокращённо — USPS) — независимое агентство Федерального правительства США, оператор почтовых услуг на территории Соединённых Штатов Америки. 
Почтовая служба — одна из крупнейших организаций мира по количеству сотрудников (625 113 человек). Главный офис расположен в Вашингтонe, округ Колумбия. Девиз организации — англ. «We Deliver For You!» («Мы доставляем для Вас!»).

## История
Развитие почтовой связи на территории современных Соединённых Штатов прослеживается с 1639 года. Подчинённая английскому королю почтовая служба была основана в 1692 году. 
26 июля 1775 года по постановлению II Континентального конгресса и под началом Бенджамина Франклина в Филадельфии было организовано Почтовое ведомство США (United States Post Office), которое в 1792 году было преобразовано в Почтовый департамент США, а в 1971 году — в Почтовую службу США (USPS).

## Современная деятельность
В Почтовой службе США занято более 546 000 сотрудников, что делает её третьим по величине работодателем в стране после Министерства обороны США и компании Wal-Mart. В среднеежегодном исчислении работники USPS доставляют почту на сумму $235 на один почтовый адрес (по состоянию на 2009 год).
В USPS эксплуатируется крупнейший гражданский автопарк в мире — около 260 000 транспортных средств (в основном, Chevrolet/Grumman LLV, а также новые Ford/Utilimaster FFV). В интервью для National Public Radio представитель USPS официально заявил, что при увеличении стоимости бензина на один цент Почтовая служба США тратит дополнительно 8 млн долларов на топливо для своего автопарка. Это означает, что парк требует около 800 млн галлонов (3,03 млрд литров) топлива в год, что, в свою очередь, влечёт за собой затраты в $3,2 млрд, при средней цене бензина в $4 за галлон. Некоторые сельские почтальоны используют для работы личные автомобили. Стандартные почтовые автотранспортные средства не имеют номерных знаков; семизначный регистрационный номер нарисован на передней и задней стенке автомобиля.
Конкуренция со стороны электронной почты и частных операторов, таких как United Parcel Service (UPS) и FedEx, вынудила USPS скорректировать свою бизнес-стратегию и модернизировать свои продукты и услуги. Объём почты первого класса снизился на 22 % в период с 1998 по 2007 год, в связи с расширением использования электронной почты и интернета для переписки и деловых операций. В 2008 году мировой финансовый кризис также ударил по объёмам пересылаемой корреспонденции, особенно рекламных почтовых отправлений. В ответ на негативные тенденции USPS ежегодно с 2000 по 2007 год увеличивала производительность за счет большей автоматизации, оптимизации и консолидации.
Сайт компании — usps.com — посещает по меньшей мере 159 млн человек в год (в 2008 году).
Департамент обороны США и USPS сотрудничают в области доставки почты в армии. В частности, существует Армейская почта (Army Post Office; обслуживает почтовые объекты Армии и ВВС США) и Почта флота (Fleet Post Office; обслуживает почтовые объекты Военно-морского флота, Морской пехоты и Береговой охраны).
В 2010—2011 годах убытки Почтовой службы США составили около 8 миллиардов долларов. В сентябре 2011 года глава почтового ведомства США Патрик Донахью, на выступлении в Конгрессе заявил, что американская почтовая служба находится на грани дефолта. В качестве мер по реформированию ведомства он предложил закрыть 3 тысячи почтовых отделений по всей стране, прекратить доставку субботней корреспонденции и отправить в неоплачиваемые отпуска более 200 тысяч почтовых служащих (к 2011 году в почтовой службе США было занято около полумиллиона сотрудников).

## Управление и внутренняя организация

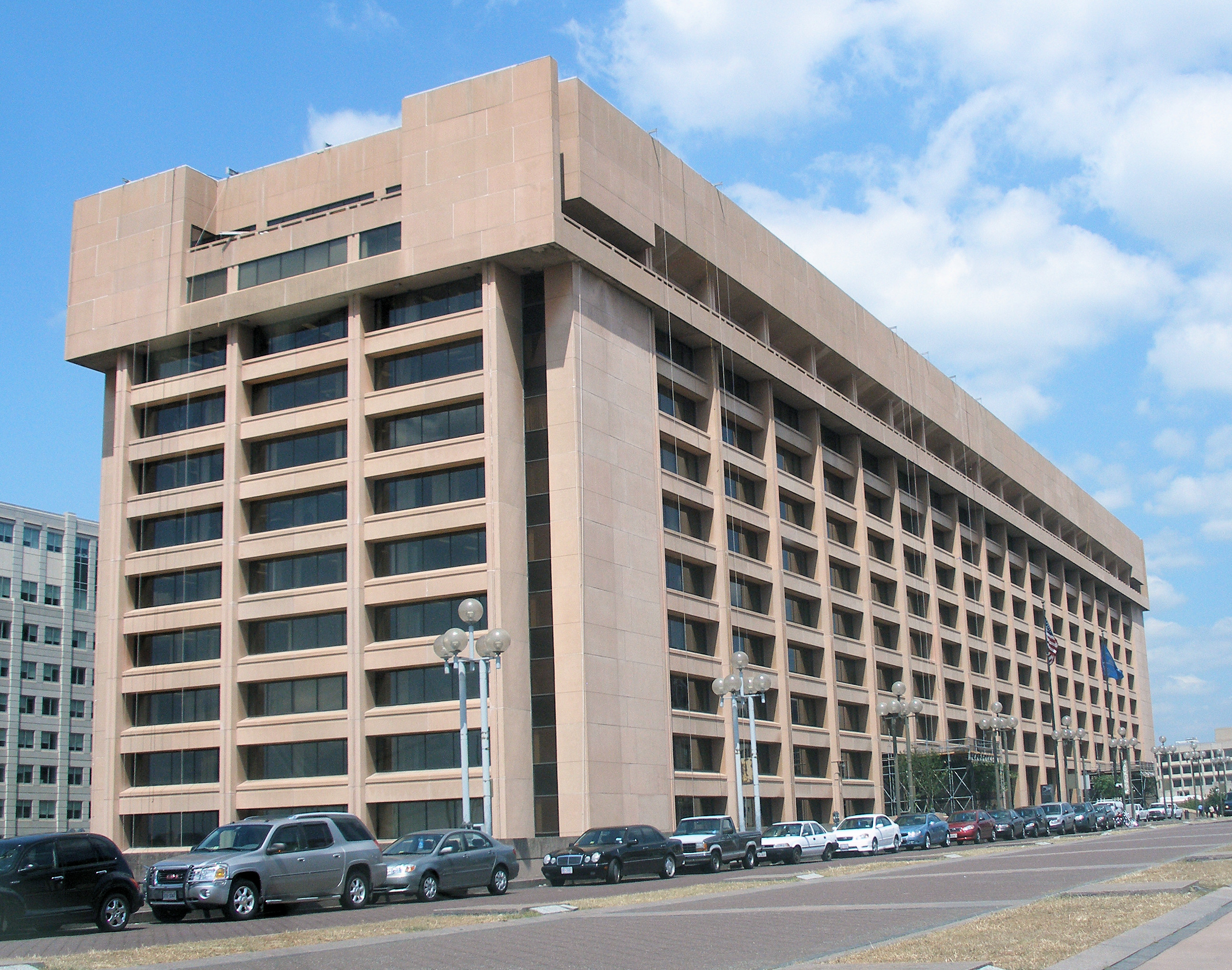
Центральный офис Почтовой службы США в Вашингтоне

Совет управляющих Почтовой службой США устанавливает правила, процедуры и почтовые тарифы для оказываемых услуг и имеет схожую роль с советом директоров. Из одиннадцати членов совета девять назначаются президентом США и их кандидатуры подтверждаются Сенатом США. Девять назначенных членов Совета управляющих позже выбирают генерального почтмейстера, который работает как десятый член совета управляющих, а также следит за ежедневной деятельностью службы в роли CEO (генерального директора). Совет из десяти членов затем выдвигает кандидатуру на должность заместителя генерального почтмейстера, который должен работать как COO (исполнительный директор), тем самым являясь одиннадцатым и последним членом Совета управляющих Почтовой службы США.
Почтовую службу США очень часто путают с правительственными корпорациями (типа Amtrak), но, как было указано выше и определено законодательно, это «независимое предприятие исполнительной власти Правительства США», которое целиком принадлежит правительству и контролируется ставленниками президента и генеральным директором USPS. Как полуправительственное агентство, USPS имеет ряд специфичных особенностей, таких как: иммунитет суверена, право на принудительное отчуждение частной собственности, право на заключение почтовых договоров с зарубежными почтовыми администрациями, а также эксклюзивное законное право доставлять почту первого и третьего классов. В 2004 году Верховный суд США постановил, что Почтовая служба США не является полностью принадлежащей Правительству США корпорацией, но тем не менее не подпадает под действие антимонопольного Акта Шермана. Верховный суд также поддержал законность монополии Почтовой службы США по поводу доступа к почтовым ящикам, которая была опротестована со ссылкой на первую поправку к Конституции США (о свободе слова). Тем самым в США считается незаконным, если кто-либо, помимо работников и агентов Почтовой службы США, доставляет любую почтовую корреспонденцию в почтовые ящики, помеченные «U. S. Mail» («Почта США»).
Почтовая служба США также имеет в своём составе Технический консультативный комитет (Mailers' Technical Advisory Committee), а также местные советы пользователей почтовых услуг (Postal Customer Councils), которые являются консультативными органами и главным образом фокусируют свою деятельность на клиентах-предпринимателях.

## Конкуренты
FedEx и UPS напрямую конкурируют с Почтовой службой США в области быстрой доставки почты и посылок. Из-за почтовой монополии этим компаниям не разрешено доставлять несрочные (обычные) письма, а также использовать частные и коммерческие почтовые ящики почты США. Эти службы также доставляют посылки, которые обычно больше и тяжелее, чем USPS может принять, и, в отличие от обычной почты, они помещают номера трассировки на каждую посылку или пакет. DHL Express был третьим крупным конкурентом, пока не прекратил обслуживание внутри страны в феврале 2009 года.
Множество других транспортных компаний США, перевозящих грузы по стране, либо имеют географические ограничения по области обслуживания, либо специализируются на грузах, слишком больших для отправки почтой. Многие тысячи курьерских компаний, ориентированных на доставку в течение дня, используют, например, велокурьеров.

## Перечень оказываемых услуг

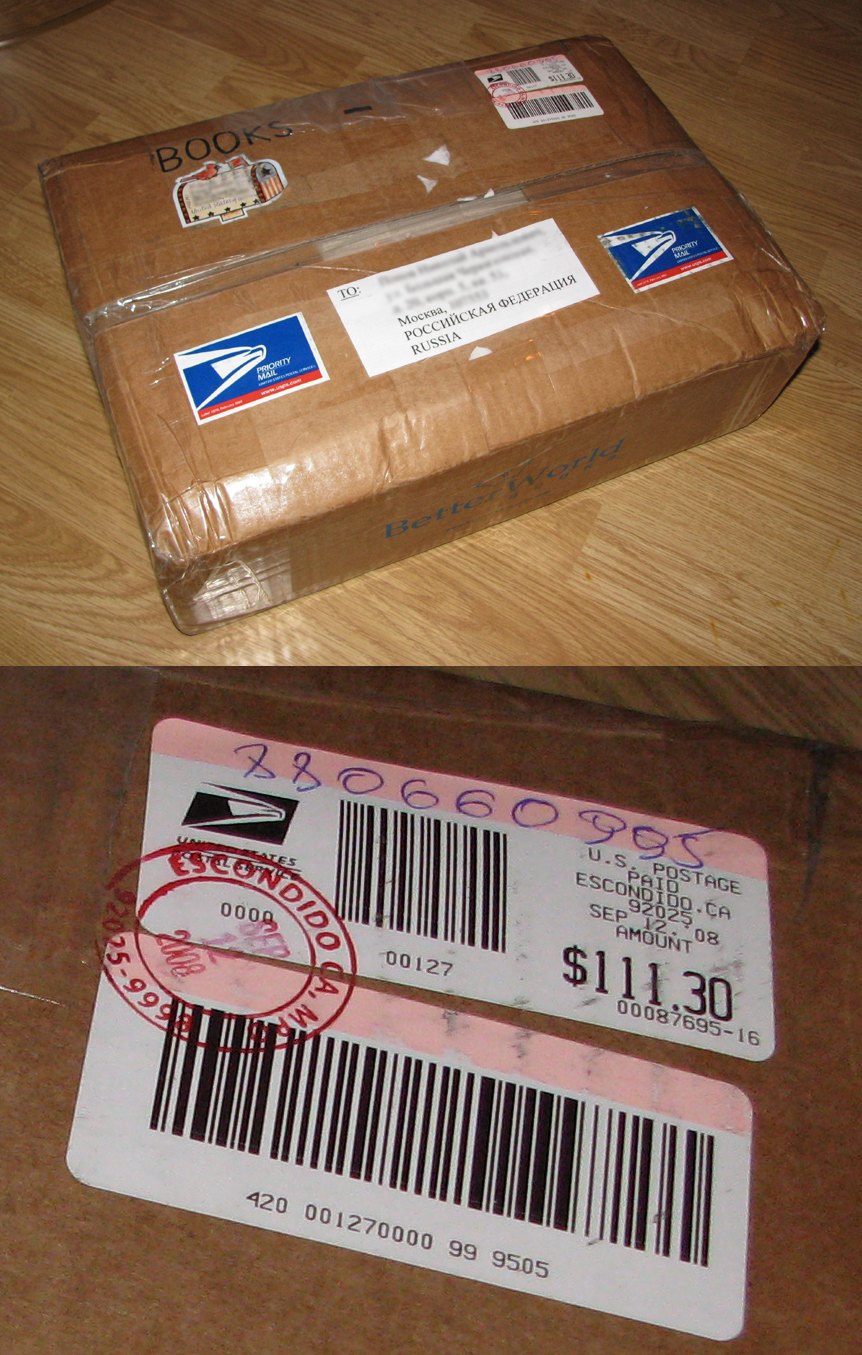
Посылка приоритетной почты (2008)

Почтовый сбор для отправки почты и посылок по территории США включает в себя доставку с понедельника по субботу (кроме федеральных праздников) на любой адрес, абонентский ящик, в обычное почтовое отделение или отделение военной почты США.
Почтовая служба не доставит посылку тяжелее 70 фунтов (31,75 кг) или если длина и ширина вместе больше, чем 108 дюймов (274,3 см). Посылки, которые не удовлетворяют этим критериям, обрабатываются другими службами доставки. Почта, отправленная классом ниже, чем первый, не будет переслана по новому адресу или будет возвращена, если не будет уплачен дополнительный сбор. Доставки вне континентальной части США обычно занимают больше времени.
(
По состоянию на май 2007 года, обычным абонентам оказывались следующие почтовые услуги:
- экспресс-почта (Express Mail):
  - в большинстве случаев доставка на следующий день[14];
  - зависит от места назначения и времени отправки, так как существуют определённые часы сбора для такой почты, обычно один раз в день; если отправлять корреспонденцию вечером, то вполне вероятно, что она будет перенаправлена дальше только на следующий день;
  - доставка по воскресеньям и в выходные осуществляется за дополнительную плату;
  - в стоимость включена страховка в размере $100;
  - конверты для отправлений продаются по фиксированному тарифу либо стоимость отправления зависит от его веса, размера и места назначения;
- приоритетная почта (Priority Mail)[14]:
  - доставка в течение 2—3 рабочих дней;
  - расценки зависят от веса, размера и места назначения;
  - имеются конверты, коробки и ящики с фиксированной ценой;
  - время доставки не гарантировано;

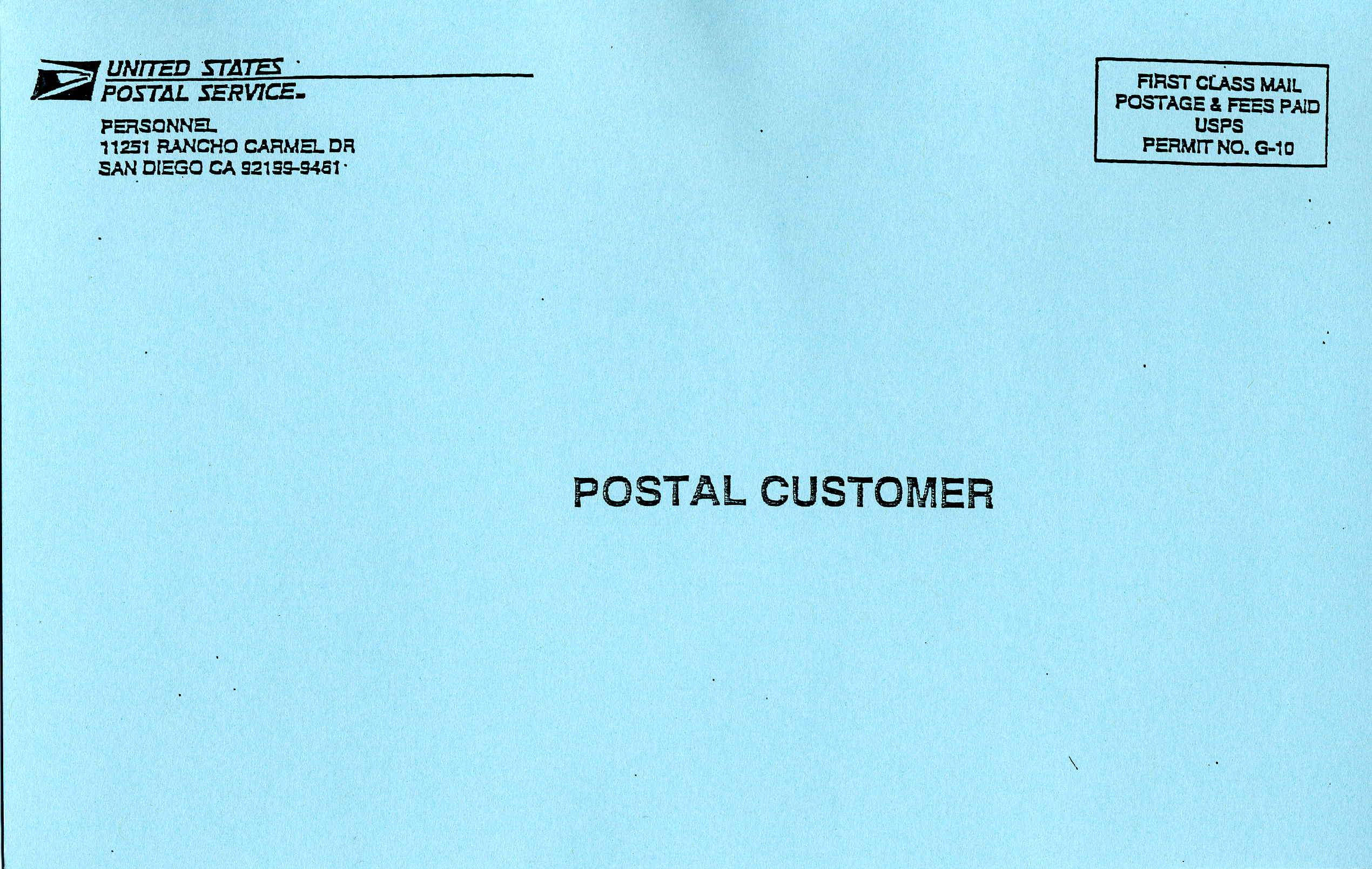
Открытка USPS с отпечатанным знаком почтовой оплаты, имеющим тариф «First-Class Mail» (2007)

- почта первого класса (First-Class Mail)
  - быстрая доставка в течение 2—3 рабочих дней[14] для писем и маленьких посылок;
  - фиксированные тарифы в зависимости от размера и веса:
    - открытки (размером до 5 × 3,5 × 0,007 дюйма) — 28 центов;
    - письма (размером до 11,5 × 6,125 × 0,25 дюйма и весом до 3,5 унций) — 44 цента + 17 центов за каждую дополнительную унцию;
    - большие конверты (размером до 15 × 12 × 0,75 дюйма и весом до 13 унций) — 88 центов + 17 центов за каждую дополнительную унцию;
    - посылки и бандероли (размером до 108 дюймов (длина + ширина) и весом до 13 унций) — $1,13 цента + 17 центов за каждую дополнительную унцию;
- посылочная почта (Parcel Post)[14];
- медиа-почта (Media Mail);
- библиотечная почта (Library Mail).

Для определённых видов отправлений дополнительно могут предоставляться следующие услуги:
- - гарантированный возврат денег, если почта не будет доставлена вовремя;
  - трекинг[нем.]-номер;
- сервис уведомления о доставке (Delivery Confirmation service) и др.

### Почтовые киоски-автоматы

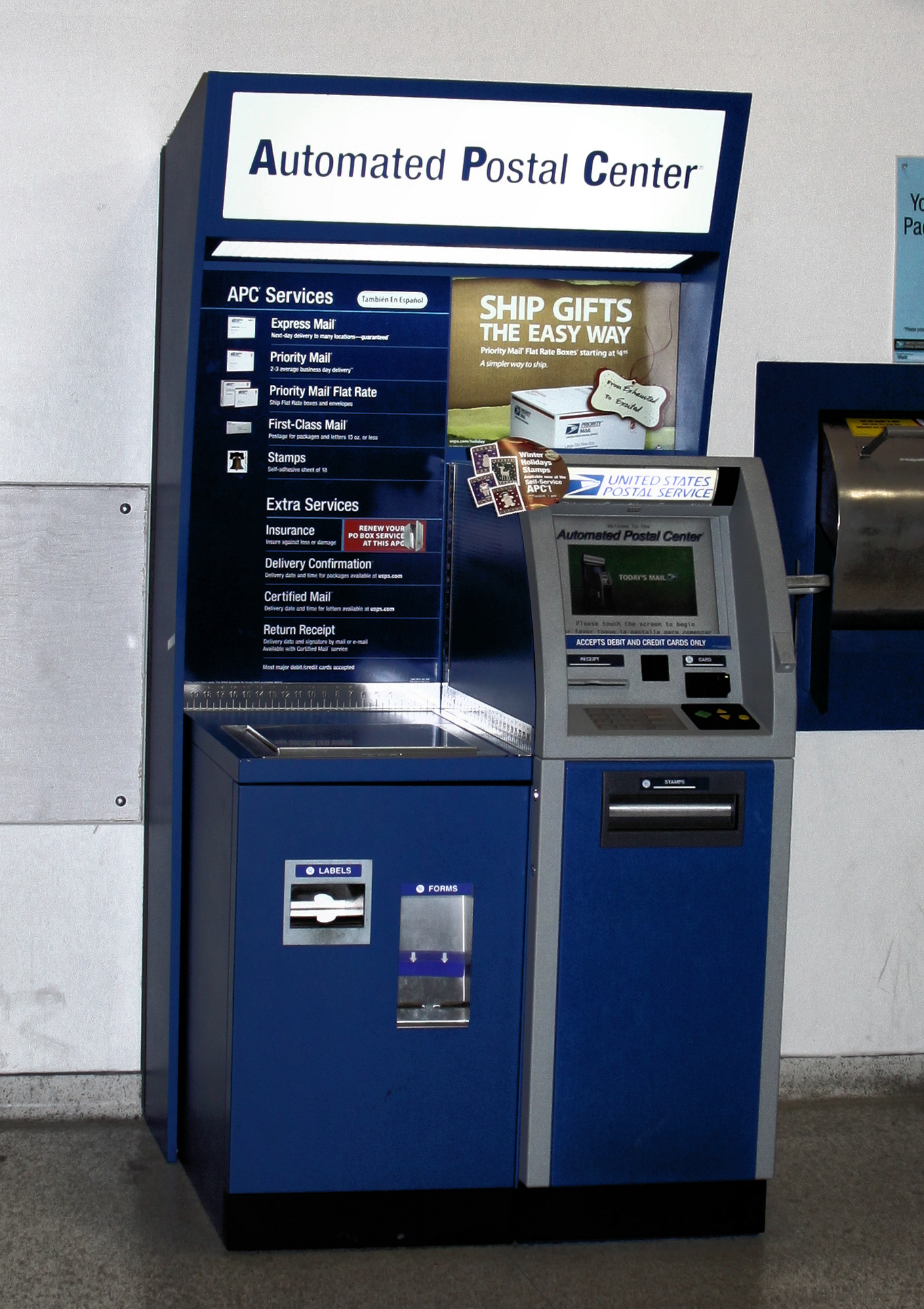
Круглосуточный почтовый киоск-автомат в головном почтовом отделении города Уэбстер, штат Техас

В 2004 году Почтовая служба США начала внедрение почтовых киосков-автоматов (англ. Automated Postal Center, сокращённо — APC). Это киоски самообслуживания, выполняющие взвешивание, франкирование и хранение почтовых отправлений для последующего их сбора, а также продажу почтовых марок для внутренних и международных отправлений. Киоски-автоматы не принимают к оплате наличные денежные средства — они принимают только банковские карты. Аналогично, во многих почтовых отделениях традиционные торговые автоматы продают почтовые марки, хотя сегодня во многих местах они выводятся из эксплуатации. В связи с растущим пользованием услугами, доступными через Интернет, ни одно почтовое отделение, осуществляющее розничную торговлю, не работает круглосуточно; в ночные часы услуги предоставляют только почтовые киоски-автоматы.

## Штаб-квартира
Управление Почтовой службы США находится по адресу:
475 L’Enfant Plaza SW, Washington, DC 20260-2202, USA

## Память
К 200-летию американской почтовой службы 3 сентября 1975 года был издан квартблок из 10-центовых марок, на котором были представлены различные средства доставки почты.

## Интересные факты
- В одном из почтовых отделений США более десятка лет проработал знаменитый впоследствии писатель Чарльз Буковски. Первый свой роман, написанный в 49-летнем возрасте после увольнения оттуда, он назвал «Почтамт» (англ. Post Office)[21][22].
- 30 июля 2010 года старейший почтальон США Мэнсел Принс (Mancel Prince) из штата Теннесси завершил работу в USPS и вышел на пенсию в возрасте 91 года[23].